# Circondario di Crema
Il circondario di Crema era uno dei tre circondari in cui era suddivisa la provincia di Cremona.

## Storia
In seguito all'annessione della Lombardia dal Regno Lombardo-Veneto al Regno di Sardegna (1859), fu emanato il decreto Rattazzi, che riorganizzava la struttura amministrativa del Regno, suddiviso in province, a loro volta suddivise in circondari.
Il circondario di Crema fu creato come suddivisione della provincia di Cremona, comprendendo parte della soppressa provincia di Lodi e Crema (il Cremasco con alcuni comuni della Gera d'Adda ), più i comuni intorno a Soncino, che anche sotto il Regno Lombardo-Veneto erano in provincia di Cremona.
Con l'Unità d'Italia (1861) la suddivisione in province e circondari fu estesa all'intera Penisola, lasciando invariate le suddivisioni stabilite dal decreto Rattazzi.
Il circondario di Crema venne soppresso nel 1926 e il territorio assegnato al circondario di Cremona.

## Geografia antropica

### Suddivisione amministrativa all'atto dell'istituzione (1859)
All'atto dell'istituzione, il circondario era diviso in 4 mandamenti, a loro volta suddivisi in 68 comuni:
- mandamento I di Crema
  - Bagnolo, Bottaiano, Capergnanica, Casaletto Ceredano, Castelnuovo, Chieve, Credera, Crema, Izano, Madignano, Montodine, Moscazzano, Ombriano, Passarera, Porta Ombriano, Ripalta Arpina, Ripalta Guerina, Ripalta Nuova, Ripalta Vecchia, Rovereto, Rubbiano, Salvirola Cremasca, San Bernardino, Santa Maria della Croce, San Michele, Vairano, Zappello
- mandamento II di Crema
  - Camisano, Campagnola, Capralba, Casale, Casaletto Vaprio, Cassine Gandine, Cremosano, Farinate, Gabbiano, Monte, Offanengo, Palazzo, Pianengo, Pieranica, Quintano, Ricengo, Scannabue, Sergnano, Torlino, Trescore, Trezzolasco, Vaiano, Vidolasco
- mandamento III di Pandino
  - Agnadello, Dovera, Fracchia, Gradella, Nosadello, Pandino, Rivolta, Roncadello, Spino, Vailate
- mandamento IV di Soncino
  - Albera, Casaletto di Sopra, Cumignano, Fiesco, Romanengo, Soncino, Ticengo, Trigolo

### Variazioni amministrative
- 1862
  - Bagnolo ribattezzata Bagnolo Cremasco (R.D. 4 dicembre 1862, n. 1024)
  - Campagnola ribattezzata Campagnola Cremasca (R.D. 4 dicembre 1862, n. 1024)
  - Casale ribattezzata Casale Cremasco (R.D. 4 dicembre 1862, n. 1024)
  - Castelnuovo ribattezzata Castelnuovo Cremasco (R.D. 21 dicembre 1862, n. 1083)
  - Cumignano ribattezzata Cumignano sul Naviglio (R.D. 4 dicembre 1862, n. 1024)
  - Gabbiano ribattezzata Castel Gabbiano (R.D. 4 dicembre 1862, n. 1024)
  - Monte ribattezzata Monte Cremasco (R.D. 4 dicembre 1862, n. 1024)
  - Palazzo ribattezzata Palazzo Pugnano (R.D. 4 dicembre 1862, n. 1024)
  - San Michele ribattezzata San Michele Cremasco (R.D. 4 dicembre 1862, n. 1024)
  - Spino ribattezzata Spino d'Adda (R.D. 4 dicembre 1862, n. 1024)
  - Vaiano ribattezzata Vaiano Cremasco (R.D. 4 dicembre 1862, n. 1024)
  - Vairano ribattezzata Vairano Cremasco (R.D. 21 dicembre 1862, n. 1083)
- 1863
  - Albera ribattezzata Triburgo[3]
  - Palazzo Pugnano ribattezzata Palazzo Pignano (R.D. 12 marzo 1863, n. 1195)
  - Rivolta ribattezzata Rivolta d'Adda (R.D. 26 luglio 1863, n. 1426)
- 1864
  - Roncadello ribattezzata Roncadello d'Adda (R.D. 23 ottobre 1864, n. 1.998)
- 1865
  - Porta Ombriano aggregata a Ombriano (R.D. 30 dicembre 1865, n. 2732)
- 1868
  - Farinate aggregata a Capralba (R.D. 30 giugno 1868, n. 4484)
  - Fracchia aggregata a Spino d'Adda[4]
  - Gradella aggregata a Pandino (R.D. 14 giugno 1868, n. 4454)
  - Nosadello aggregata a Pandino (R.D. 14 giugno 1868, n. 4454)
  - Ripalta Vecchia aggregata a Madignano (R.D. 24 maggio 1868, n. 4412)
  - Roncadello d'Adda aggregata a Dovera (R.D. 30 giugno 1868, n. 4485)
  - Rovereto aggregata a Credera (R.D. 4 giugno 1868, n. 4428)
  - Trezzolasco aggregata a Sergnano
  - Triburgo aggregata a Salvirola Cremasca[5]
- 1869
  - Bottaiano aggregata a Ricengo (R.D. 2 maggio 1869, n. 5070)
  - Passarera aggregata a Capergnanica (R.D. 2 maggio 1869, n. 5071)
- 1875
  - San Michele Cremasco ripartita fra Crema e Ripalta Nuova (R.D. 1º aprile 1875, n. 2420)
  - Vairano Cremasco ripartita fra Crema e Santa Maria della Croce (R.D. 1º aprile 1875, n. 2420)
- 1904
  - Salvirola Cremasca ribattezzata Salvirola (R.D. 25 febbraio 1904, n. 70)
- 1915
  - Trescorre ribattezzata Trescore Cremasco (D. Luogot. 4 luglio 1915, n. 1102)

### Esplicative
1. ↑  Agnadello, Dovera, Fracchia, Gradella, Nosadello, Pandino, Rivolta, Roncadello, Spino e Vailate.
2. ↑  Albera, Casaletto di Sopra, Cumignano, Fiesco, Romanengo, Soncino, Ticengo e Trigolo.

### Bibliografiche
1. ↑  Regio Decreto 21 ottobre 1926, n. 1890, art. 1
2. ↑  Regio Decreto 21 ottobre 1926, n. 1890, art. 2
3. ↑  Regio decreto 15 marzo 1863, n. 1211, articolo 1, in materia di "Decreto che autorizza alcuni Comuni delle Provincie di Pavia, Cremona, Cuneo, Brescia, Macerata, Torino, e Massa e Carrara ad assumere una nuova denominazione."
4. ↑  Regio decreto 25 giugno 1868, n. 4483, in materia di "Decreto col quale il Comune di Fracchia è soppresso ed aggregato a quello di Spino d'Adda."
5. ↑  Regio decreto 14 giugno 1868, n. 4455, articolo 1, in materia di "Decreto col quale il Comune di Triburgo è soppresso ed aggregato a quello di Salvirola Cremasca."